# اسکات‌برگ (نیویورک)
اسکات‌برگ (به انگلیسی: Scottsburg) یک منطقهٔ مسکونی در ایالات متحده آمریکا است که در نیویورک واقع شده‌است. اسکات‌برگ ۱۱۷ نفر جمعیت دارد و ۲۸۱٫۹۴ متر بالاتر از سطح دریا واقع شده‌است.